# Rhinocylapoides
Rhinocylapoides is een geslacht van wantsen uit de familie van de Miridae (Blindwantsen). Het geslacht werd voor het eerst wetenschappelijk beschreven door Wolski & Gorczyca in 2011.

## Soorten
Het genus bevat de volgende soorten:

- Rhinocylapoides brachypterus Wolski & Gorczyca, 2011
- Rhinocylapoides valentinae Namyatova & Cassis, 2019